# Lester D. Volk

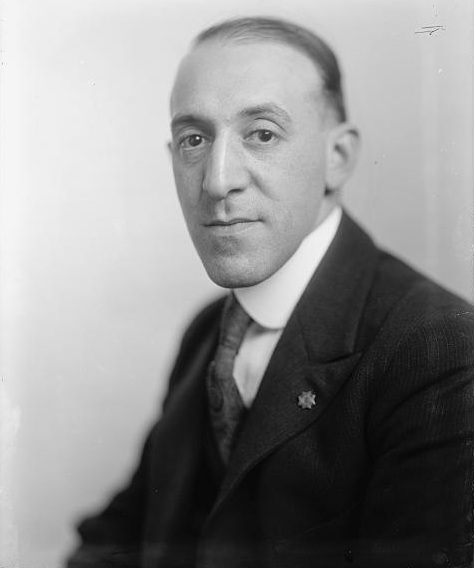
Lester D. Volk

Lester David Volk (* 17. September 1884 in Brooklyn, New York; † 30. April 1962 ebenda) war ein US-amerikanischer Arzt, Jurist und Politiker. Zwischen 1920 und 1923 vertrat er den Bundesstaat New York im US-Repräsentantenhaus.

## Werdegang
Lester David Volk wurde in der damals noch eigenständigen Stadt Brooklyn geboren und wuchs dort auf. In dieser Zeit besuchte er öffentliche Schulen und die High School. Er graduierte 1906 an der Long Island Medical School und begann dann als Arzt zu praktizieren. In der folgenden Zeit war er als Redakteur des Medical Economist tätig. Er graduierte 1911 an der St. Lawrence University Law School. 1912 wurde er als ein Progressive in die New York State Assembly gewählt. Er verzichtete auf eine erneute Kandidatur. Seine Zulassung als Anwalt erhielt er 1913 und begann dann zu praktizieren. 1914 war er als Coroner tätig. Während des Ersten Weltkrieges diente er in den Jahren 1918 und 1919 als First Lieutenant im Medical Corps der American Expeditionary Force. Er war maßgeblich für die Sicherstellung der Soldatenzulage verantwortlich, welche durch den Staat New York bewilligt wurde. Als Judge Advocate kümmerte er sich 1922 um die Veteranen aus New York, die im Ausland kämpften. Politisch gehörte er der Republikanischen Partei an. Als Delegierter nahm er in den Jahren 1920, 1924, 1942 und 1946 an den Republican State Conventions teil.
In einer Nachwahl am 2. November 1920 wurde er im zehnten Wahlbezirk von New York in das US-Repräsentantenhaus in Washington, D.C. gewählt, um dort die Vakanz zu füllen, die durch den Rücktritt von Reuben L. Haskell entstand. Bei den regulären Wahlen des Jahres 1920 wurde er in den 67. Kongress gewählt. Er erlitt bei den Kongresswahlen des Jahres 1922 eine Niederlage und schied nach dem 3. März 1923 aus dem Kongress aus.
Nach seiner Kongresszeit vertrat er 1924 New York City in der American Waterways Commission. Am 1. März 1943 wurde er Assistant Attorney General in New York – eine Stellung, die er bis zum 15. Januar 1958 innehatte. Er verstarb am 30. April 1962 in Brooklyn und wurde dann auf dem Bayside Cemetery in Ozone Park beigesetzt.